# Talles Cunha
Talles Cunha (født 13. marts 1989) er en brasiliansk fodboldspiller.